# The Raffles Bulletin of Zoology
The Raffles Bulletin of Zoology — рецензований науковий журнал із відкритим доступом, який видається Музеєм природної історії Лі Конга Чіана при Національному університеті Сінгапуру.

## Огляд
Він охоплює таксономію, екологію та збереження фауни Південно-Східної Азії. Додатки публікуються, коли це дозволяє фінансування, і можуть охоплювати теми, що виходять за межі звичайного обсягу журналу, залежно від цілей фінансуючої організації. Він був створений як Бюлетень Музею Раффлза в 1928 році та перейменований на Бюлетень Національного музею Сінгапуру в 1961 році, перш ніж отримати свою нинішню назву в 1971 році.